# Livre des étoiles fixes

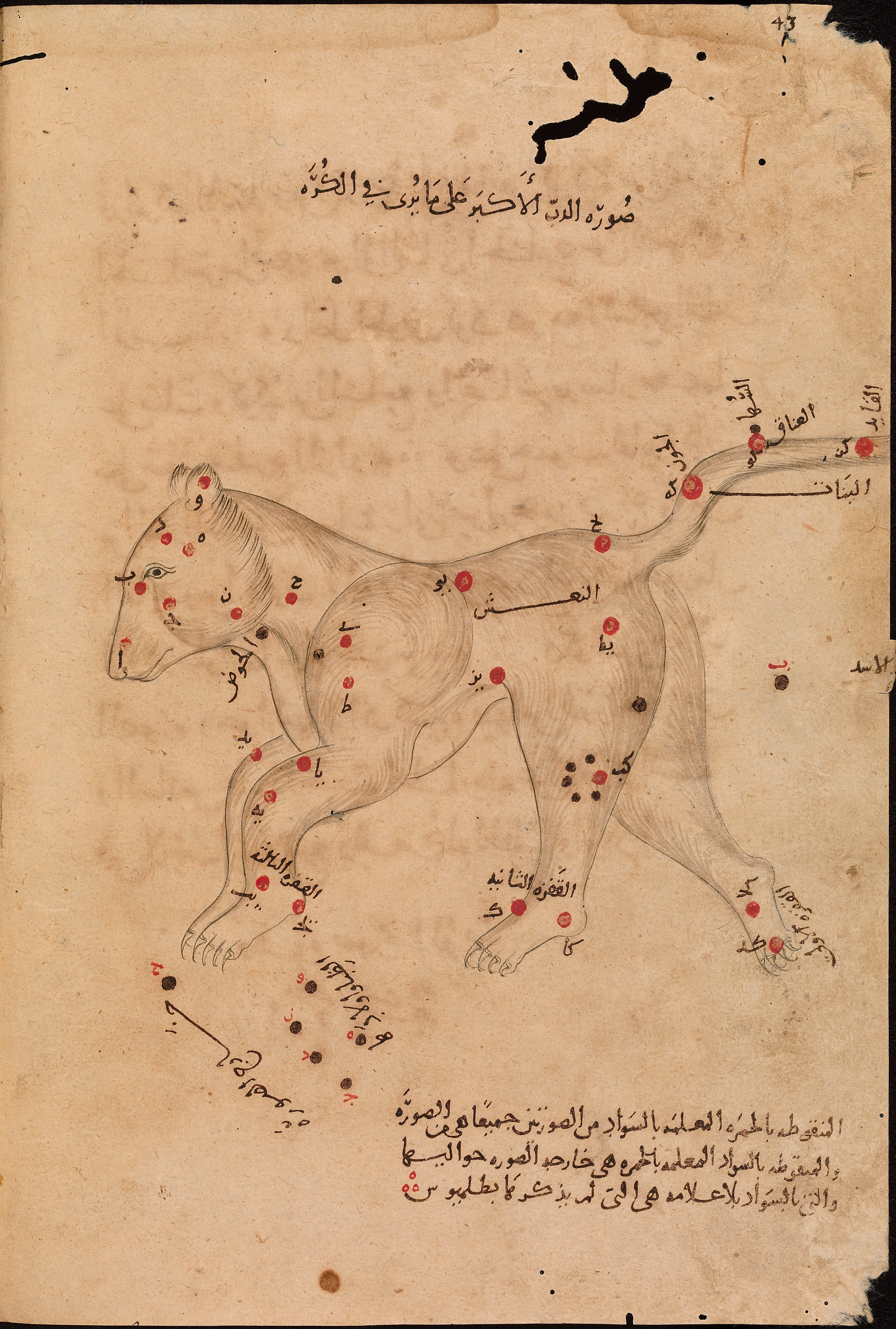
La Grande Ourse. Les sept étoiles familières de la Grande Casserole, enregistrées par Ptolémée, sont visibles dans la croupe et la queue, mais elles apparaissent comme un miroir de ce que nous voyons réellement parce qu'Al Sufi a fourni deux images de chaque constellation, une comme nous la voyons dans le ciel nocturne et une comme vue ici sur un globe céleste. L'image provient de la copie de la Bodleian Library, la plus ancienne copie existante.

Le Livre des étoiles fixes (arabe : كتاب صور الكواكب Kitāb ṣuwar al-kawākib) est un texte astronomique écrit par Abd al-Rahman al-Soufi (Azophi) vers 964.
Le livre est écrit en arabe, bien que l'auteur lui-même fût persan. Il s'agit d'une tentative de créer une synthèse du catalogue complet des étoiles de l'Almageste de Ptolémée (livres VII et VIII) avec les traditions astronomiques arabes autochtones sur les constellations.
L'œuvre a eu une grande influence et a survécu à de nombreux manuscrits et traductions.

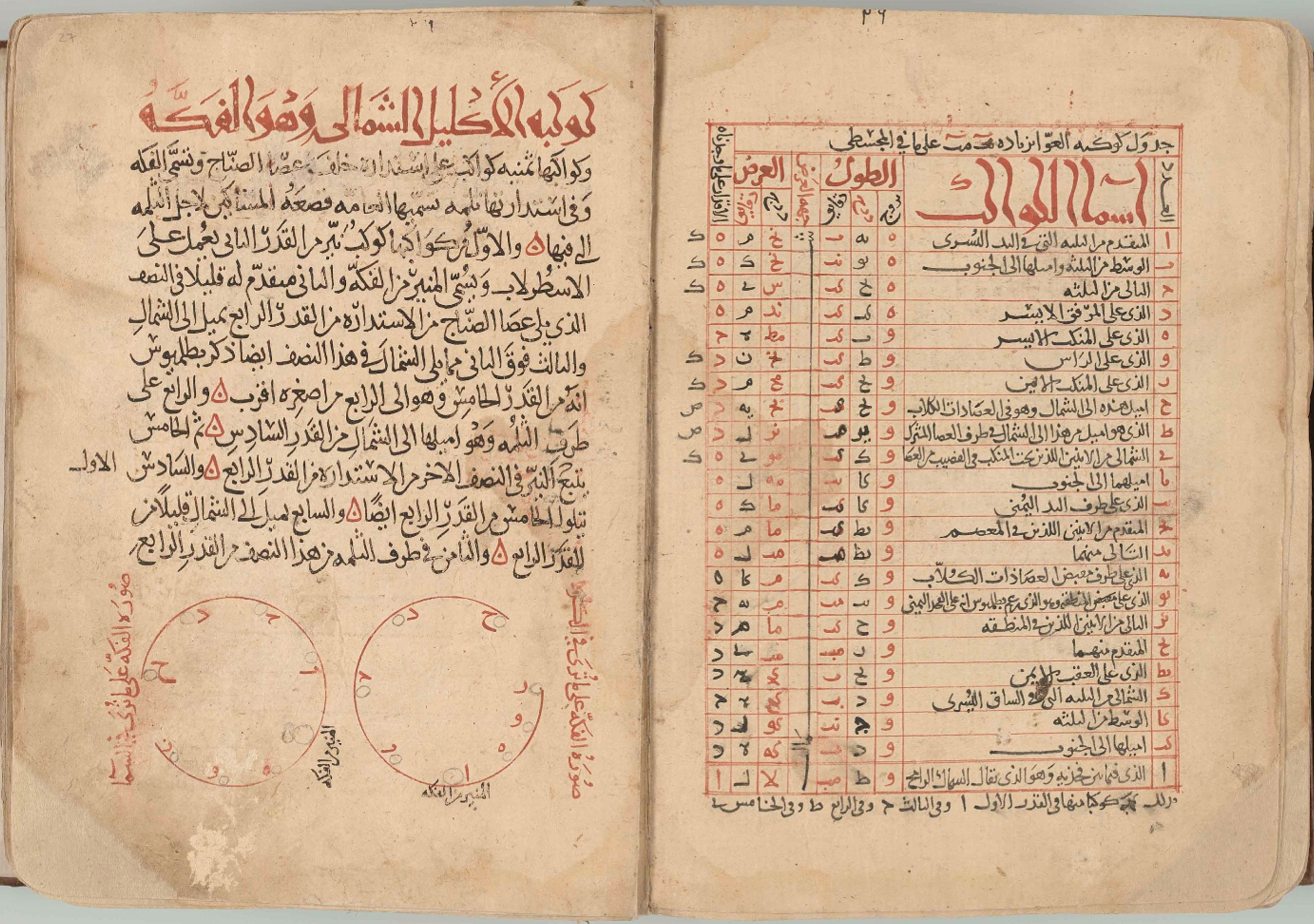
Deux pages d'un manuscrit irakien du XIIe siècle du Livre des étoiles fixes du Musée d'art islamique de Doha.

## Contenu
Le livre est abondamment illustré avec des observations et des descriptions des étoiles, leur position (copiées de l' Almageste de Ptolémée avec les longitudes augmentées de 12° 42' pour tenir compte de la précession), leur magnitude (luminosité) et leur couleur. Comme dans l'Almageste de Ptolémée, la présentation est faite constellation par constellation. Pour chaque constellation, deux dessins descriptifs sont réalisés, l'un de l'extérieur d'un globe céleste et l'autre de l'intérieur.
Le livre décrit et illustre pour la première fois un objet céleste alors qualifié de « petit nuage », qui se révélera être la Galaxie d'Andromède et qui se trouve devant la bouche d'un Grand Poisson, une constellation arabe. Ce « nuage » était apparemment connu des astronomes d'Ispahan, très probablement avant 905. Il s'agit de la première vraie nébuleuse à être observée, par opposition à un amas stellaire.
Le livre comporte également la première mention connue du Grand Nuage de Magellan,. L'auteur précise que les deux Nuages de Magellan ne sont pas visibles d'Irak, ni de Nejd, mais visible de Tihama et qu'on les appelle al-Baqar (les vaches).
Ce sont les premières galaxies autres que la Voie lactée à être observées depuis la Terre.
Il a probablement aussi catalogué l'amas d'étoiles Omicron Velorum, comme une « étoile nébuleuse », un « objet nébuleux » supplémentaire dans le Petit Renard, un amas maintenant connu sous le nom d'amas Al-Sufi, l'« astérisme de Coathanger », l'Amas du Cintre ou encore Collinder 399.

## Manuscrits
Le manuscrit le plus ancien, conservé à la Bodleian Library, date de 1009 et est l'œuvre du fils de l'auteur.
Une copie du XIIIe siècle se trouve à la British Library (Or. 5323).

## Traductions et éditions modernes
Il n'y a pas eu de traduction en anglais publiée du livre, bien qu'il ait été traduit en français par Hans Schjellerup en 1874. En mars 2012, Ihsan Hafez, de l'Université James Cook, en prépare une.
Autres éditions et traductions : 
- Texte et traduction française de l'introduction de Ṣūfī par J.J.A. Caussin de Perceval dans Notices et extraits des manuscrits XII, Paris, 1831, pp. 236f.
- H.C.F.C. Schjellerup, Description des étoiles fixes par Abd-al-Rahman al-Sûfi, St. Petersburg, 1874. Traduction française complète de deux mss. tardives, avec une sélection de parties en arabe.
- Ketāb ṣowar al-kawākeb al-ṯābeta, édité à partir de cinq mss. et accompagné par le Orǰūza de Ebn al-Ṣūfī, Hyderabad, Inde, 1954 (introduction by H. J. J. Winter).
- Édition fac-similé de la traduction en persan par Naṣīr-al-dīn Ṭūsī (Ayasofya 2595, autograph, from Uluḡ Beg's library), Tehran, 1348 Š./1969.
- Édition critique de la traduction de Ṭūsī par Sayyed Moʿezz-al-dīn Mahdavī, Tehran, 1351 Š./1972.
- The star nomenclature of the Castilian version, and of an Italian translation made from Castilian, was critically edited by O. J. Tallgren, “Los nombres árabes de las estrelas y la transcripción alfonsina”, in Homenaje a R. Menéndez Pidal II, Madrid, 1925, with 'Correcciones y adiciones' in Revista de filología española 12, 1925, pp. 52f.
- La traduction italienne a été éditée par P. Knecht, I libri astronomici di Alfonso X in una versione fiorentina del trecento, Saragossa, 1965.